# Friuli Isonzo Moscato rosa spumante
Il Friuli Isonzo Moscato rosa spumante è un vino DOC la cui produzione è consentita nella provincia di Gorizia.

## Caratteristiche organolettiche
- colore: rosato o giallo oro tendente al rosa
- odore: caratteristico fruttato
- sapore: aromatico amabile o dolce

## Produzione
Provincia, stagione, volume in ettolitri
- nessun dato disponibile